# Peugeot 107
Peugeot 107 («Пежо 107») — мікролітражний міський автомобіль з трьох-або п'ятидверним кузовом хетчбек, що випускається компанією Peugeot. Поряд з Citroën C1 та Toyota Aygo є варіантом платформи, спільно розробленої компаніями PSA Peugeot Citroën та Toyota. Згідно з угодою виробників, для всіх моделей використовуються уніфіковані шасі, передні двері, лобове скло і елементи салону (за винятком рульових коліс і оббивок сидінь), а у Peugeot і Citroën зовнішні відмінності зводяться лише до оформлення передка, ковпаків коліс і задніх ліхтарів. Технічно автомобілі мають багато спільного з другим поколінням автомобіля Toyota Yaris: крім бензинового двигуна з мінімальними відмінностями запозичені підвіски та рульове управління з опціональним електропідсилювачем.
Автомобіль характеризується прекрасною якістю їзди по місту. Його 1,0-літровий двигун, потужністю 68 к.с., виробляє достатньо енергії, щоб зробити автомобіль зручним при міському русі. Рульове управління легке, а огляд якісний. Габарити автомобіля забезпечують маневреність і легку парковку. Підвіска Пежо 107 прекрасно підходить цьому автомобілю і абсорбує всі нерівності дороги, особливо, при низькій швидкості. 
Всього виготовлено 822 644 автомобілів.

## Історія

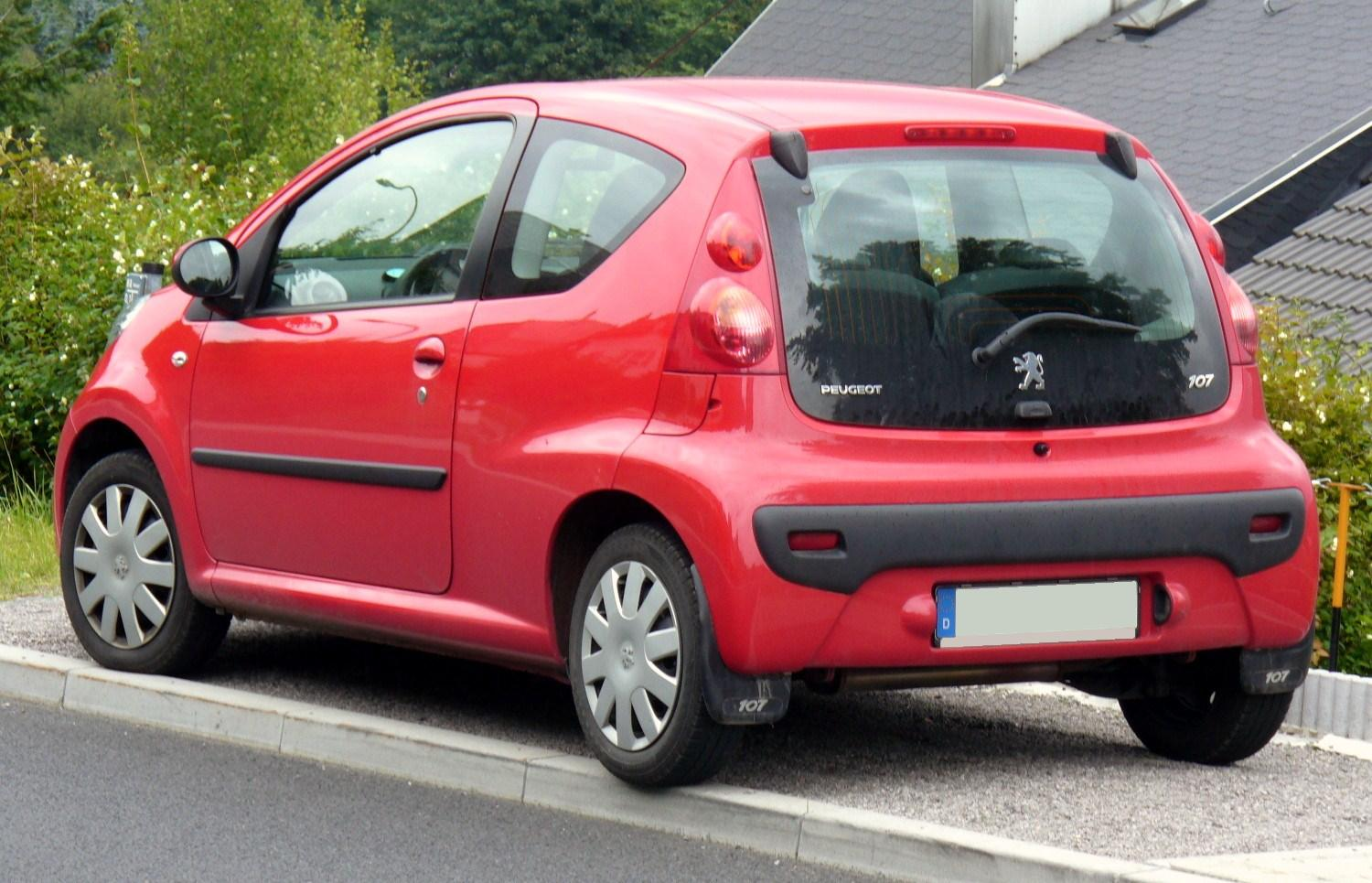
Peugeot 107 3дв (2005-2009)

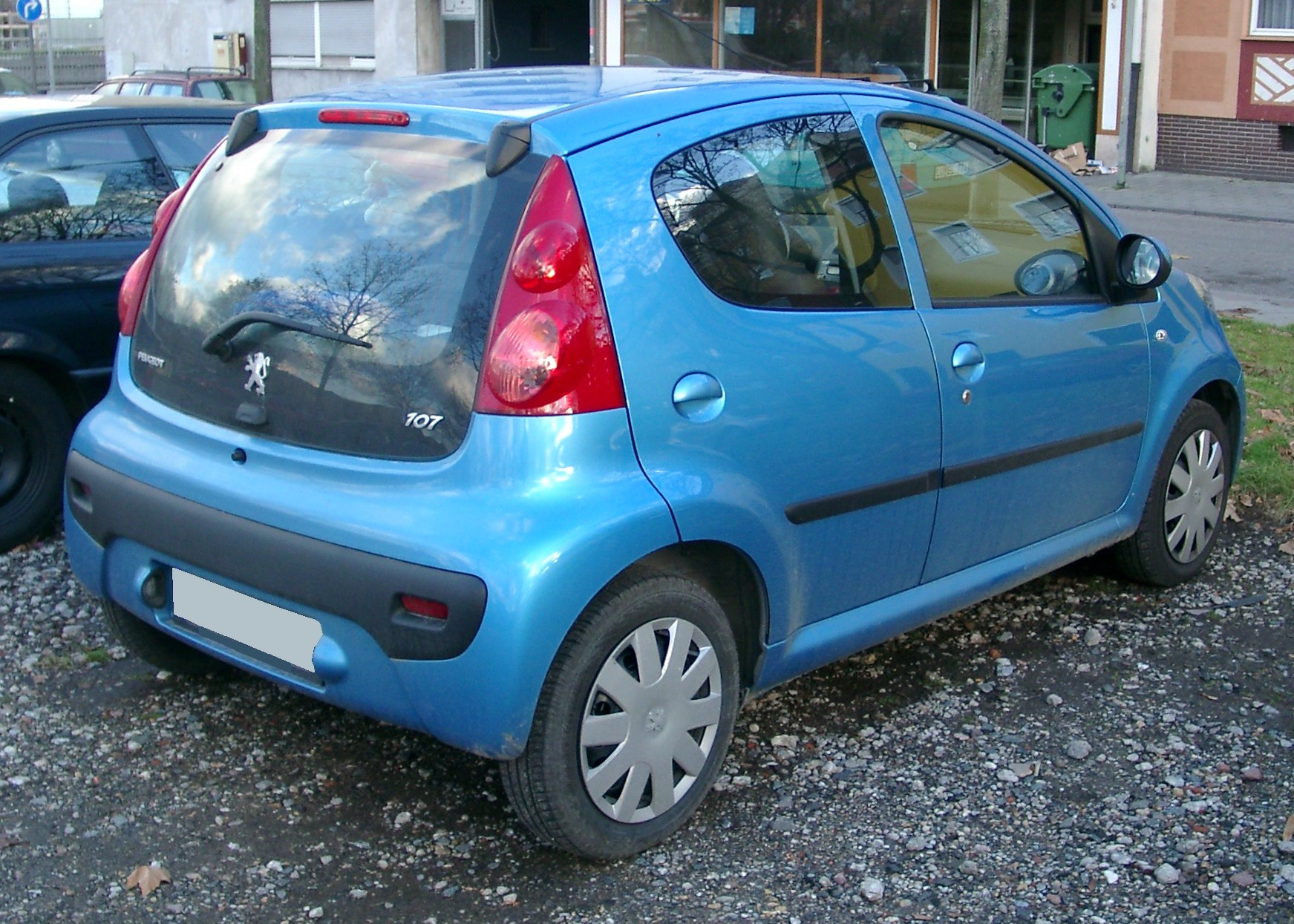
Peugeot 107 5дв (2005-2009)

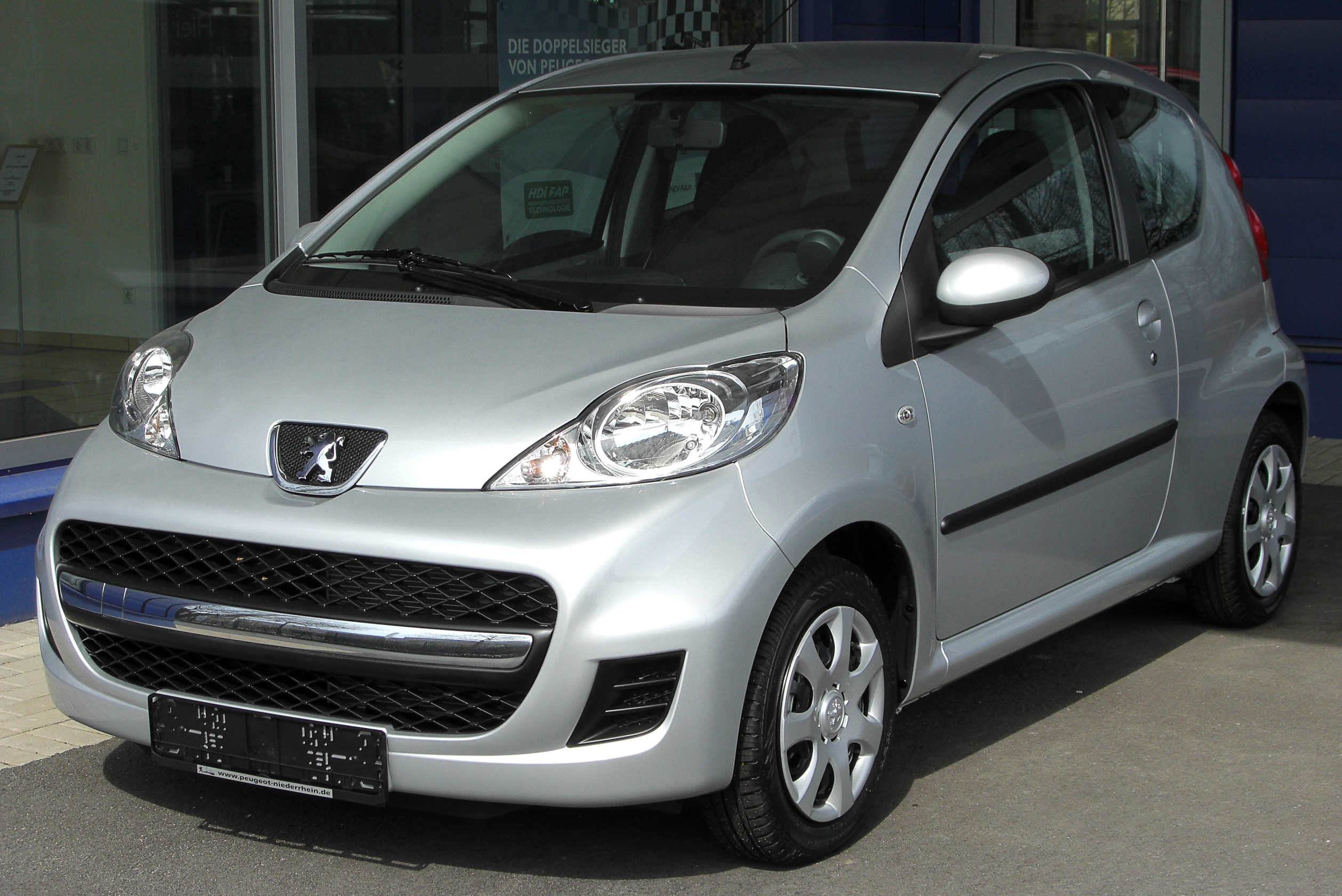
Peugeot 107 (2009-2012)

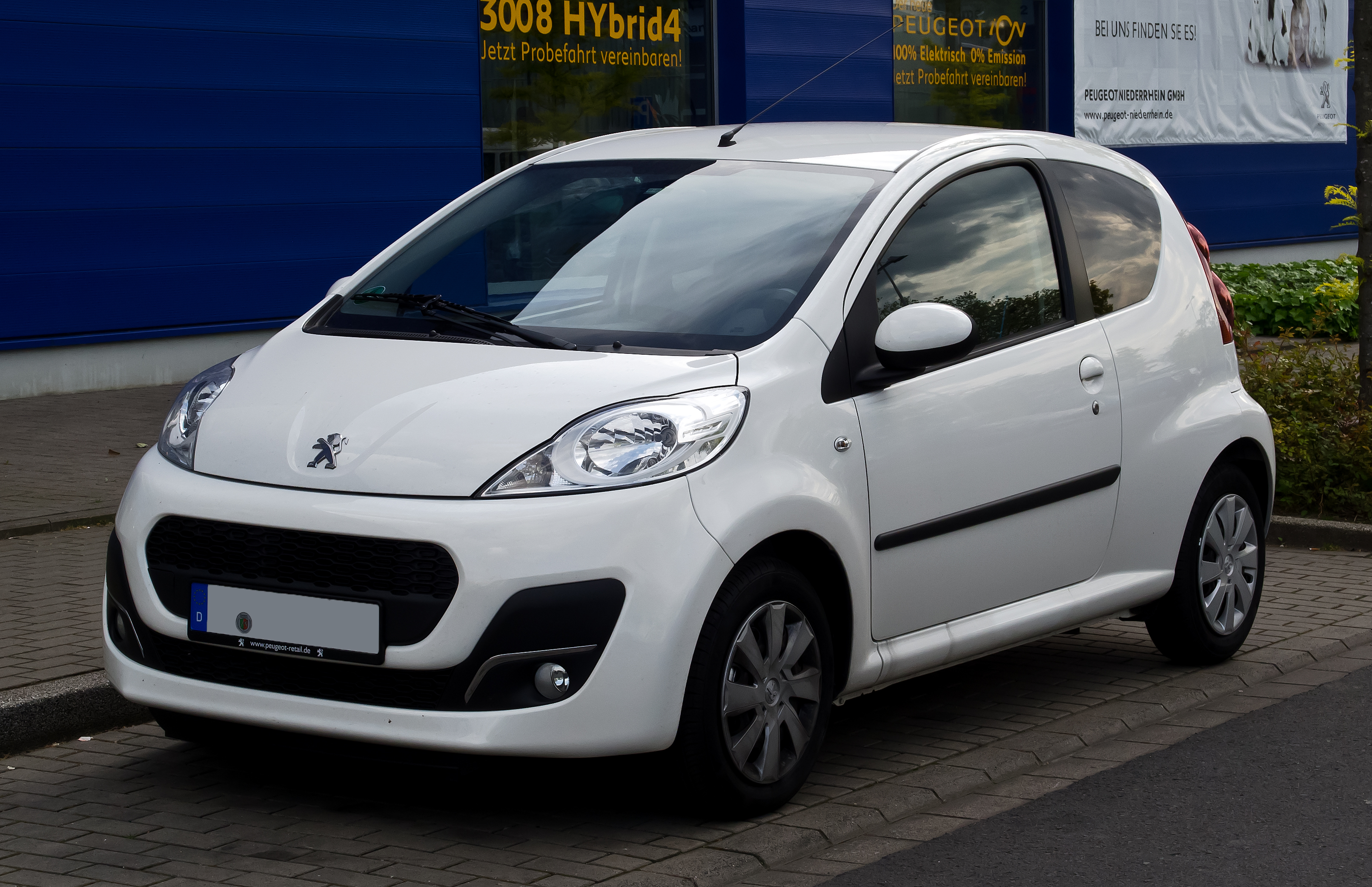
Peugeot 107 (з 2012)

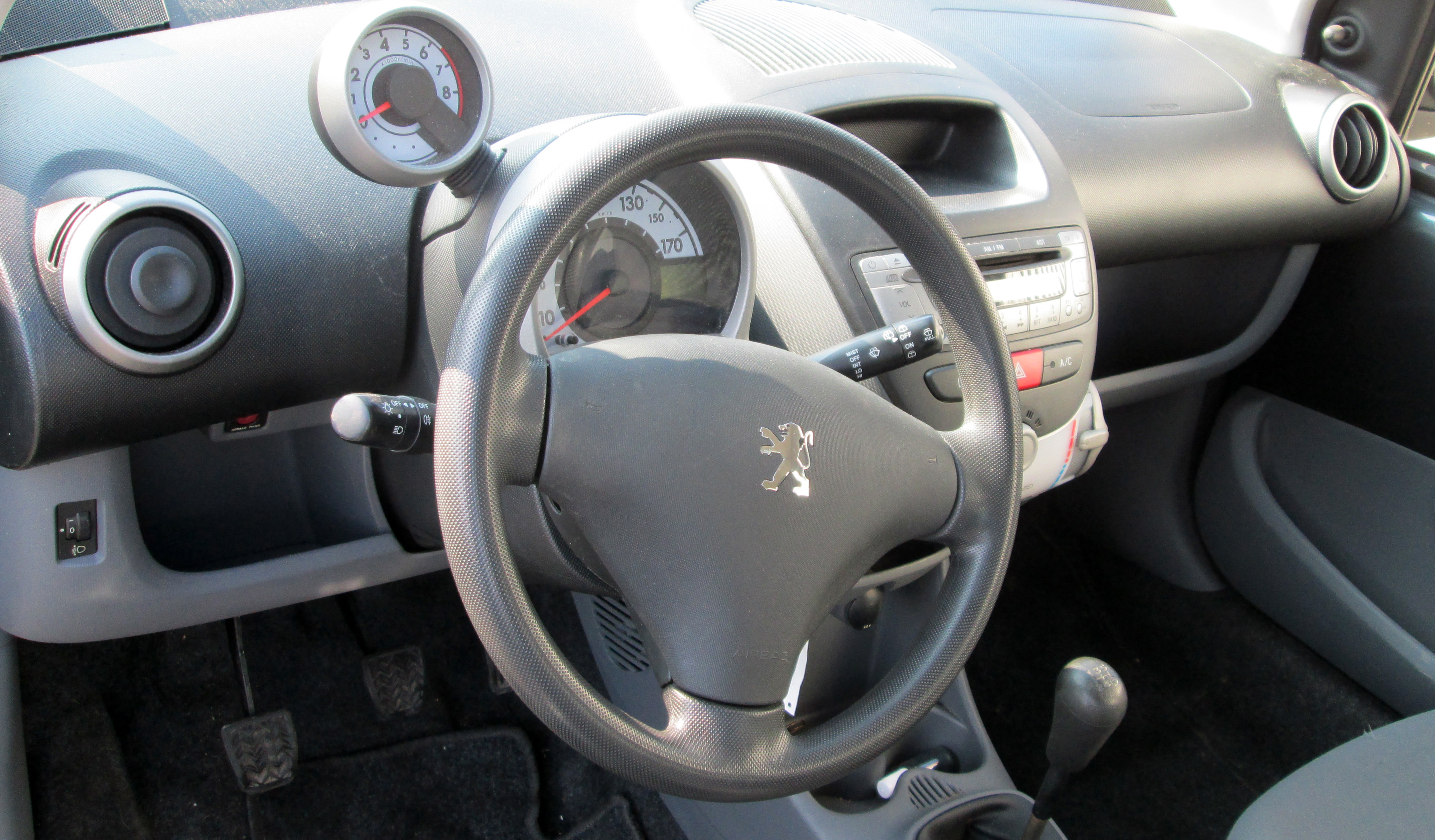

Попри спадкоємність індексів моделей, попередній представник найменшої серії автомобілів французької фірми - Peugeot 106 - фактично не є безпосереднім історичним попередником Peugeot 107 у виробничій програмі компанії, оскільки цей помітно більш габаритний автомобіль є на щабель вище класу B. Випускався з 1991 року, він користувався хорошим попитом, однак до кінця десятиліття його продажі істотно знизилися як через вік, так і через появу більшого і дуже ефектного Peugeot 206, відродив гілку «200-х», розвиток якої компанія за кілька років до цього мала намір припинити. На тлі гучного успіху нової моделі Peugeot навіть планувала зовсім відмовитися тепер від 100-ї серії, але все ж у підсумку ухвалила рішення продовжити її дебютом у ніші надкомпактних автомобілів, популярність яких в Європі серйозно зросла з початку 90-х після виходу на ринок Renault Twingo і зміцнилася з появою Ford Ka, Fiat Seichento, Daewoo Matiz та інших моделей, близьких за розмірами. Плани французького автовиробника виявилися співзвучні стратегії японського промислового гіганта Toyota по розширенню присутності на європейському ринку, що і призвело обидві компанії до створення спільного проєкту, що отримав згодом кодове позначення B0.
12 липня 2001 в Брюсселі Toyota і група Peugeot-Citroën в особі президентів Фудзіо Чо та Жана-Мартена Фольца підписали меморандум і угоду про початок спільної розробки лінійки міських автомобілів вартістю від 8500 євро з подальшим їх виробництвом в Європі. Виробники висловили переконаність в стійкому довгостроковому зростанні попиту на компактні машини. Згідно з їх задумом, нові маленькі автомобілі повинні були логічно завершити фірмові модельні ряди, оскільки позиціонувалися нижче за розміром і за ціною, ніж ті європейські моделі початкового рівня, які на той момент мали PSA і Toyota. 20 грудня того ж року рішення було оформлено відповідним контрактом, а з квітня 2002 року в чеському місті Коліне почалося будівництво нового автозаводу плановою потужністю 300 тис. шт. на рік - по 100 000 примірників на кожну з трьох марок які беруть участь у проєкті.
 
 ... В цьому проекті нам вдалося на 92% уніфікувати деталі з «Пежо» і «Сітроеном». В результаті ми заощадили на розробці автомобіля, виграємо завдяки великим обсягам виробництва і на довершення всього отримуємо доступ до технологій європейського концерну PSA.

— З інтерв'ю з Фудзіо Чо, журнал «За кермом», № 4, 2005 р.
З французької сторони фінансове керівництво проєктом прийняв на себе Крістоф Оберт (Christophe Aubertin), який раніше очолював інші міжнародні проєкти PSA. Займатися технічною стороною роботи над автомобілями від групи Peugeot-Citroën було доручено Олів'є Сульє (Olivier Soulie), досвідченому фахівцю, який координував в ході проєкту спілкування з представниками Toyota.
 ... Я взяв на себе відповідальність за розвиток взаємодії між нашими материнськими компаніями і з моїми колегами, японськими головними інженерами. Організував повернення досвіду до PSA і постійний контроль ноу-хау розробок нашого партнера. Автор найпопулярнішого і завантаження внутрішнього документа в PSA: «Що я знаю про розробки в Toyota?». Оригінальний текст (англ.)
... I assumed the responsibility of the development interface between our two mother companies with my japanese chief engineer counterpart. Organization of the return of experiment towards PSA and continuous scrutiny of the development know-how of our partner. Author of the most popular and downloaded internal document in PSA «Que sais-je sur le développement chez Toyota?».
— Mobilis 2010: Speakers. Olivier Soulie.
Шеф-дизайнером проєкту став Донато Коко, який очолював у той час відділ Platforme 1 (компактні автомобілі) дизайн-центру Citroën.
 - Що сьогодні служить джерелом натхнення для дизайнерів - жіноче тіло, природні ансамблі, архітектурні об'єкти, механізми? ..
- Загалом-то, наші дизайнери влаштовані так само, як і всі люди, і живуть в тому ж світі. Так що і хвилює їх те ж саме, що і майбутнього покупця автомобіля Citroën. Великі твори мистецтва, зокрема. Доводиться уважно стежити за модою в різних сферах і технічними досягненнями. Дизайн не повинен нести на собі відбиток вчорашнього дня.
 - Якими будуть «Сітроени» найближчого майбутнього?
- У першу чергу, різними. Для нас важливо, щоб дизайн став більш гуманістичним, хвилюючим. Ми не станемо слідувати варварському захопленню рубаними гранями. Взагалі, не можна зараховувати наші машини до якого-небудь з відомих стилів. Автомобіль - особливий об'єкт. Він емоційний, покликаний знаходити відгуки в серцях різних людей. І наших дизайнерів хвилює, як зробити його зовнішність виразною.
 — З інтерв'ю з Донато Коко, журнал «П'яте колесо», червень 2002 р.
Автором виробничої моделі екстер'єру Peugeot 107 став Клемен Дюранд (Clément Durand), студент відділення Transportation Design паризької дизайнерської школи Strate Collège Designers. У роботі над інтер'єрами взяв участь ще один студент Strate Collège, Адам Базідло (Adam Bazydlo), який приїхав до Франції на річне стажування за програмою студентського обміну.
 До випуску я працював за контрактом в паризькому Центрі стилю Peugeot ... Мені пішла на користь відкритість у Peugeot за участю в багатьох програмах. Оригінальний текст (англ.)
I was a contractor at Peugeot Centre style in Paris, before I graduate ... I benefited from the very open space at Peugeot to get involved in many programs.
 — Клемен Дюранд.
Офіційні фотографії майбутніх новинок з'явилися 1 грудня 2004 року, серійний випуск автомобілів почався рівно через три місяці, 28 лютого 2005 року, а ще через кілька днів усі три моделі були представлені широкій публіці на Женевському автосалоні. Остаточний вигляд Peugeot 107 виявився багато в чому подібним на компакт-вен Peugeot 1007, який дебютував кількома місяцями раніше і з його концептом Peugeot Sesame [Архівовано 3 липня 2012 у Wayback Machine.], представленим відвідувачам Паризького автосалону в 2002 році.
 - Моделі «Сітроен C1», «Пежо 107» і «Тойота Айго» по суті один і той же автомобіль, що випускається трьома компаніями. Як розподілялися ролі у їх дизайнерів при проектуванні машини?
- Все було дуже непросто. Ніхто не хотів втрачати ініціативу, і кожне рішення давалося після численних дискусій з великими труднощами ... Кожна група дизайнерів працювала, пропонуючи характерні для своєї марки стилістику і рішення, в результаті при рівних габаритах вийшли зовні несхожі один на одного автомобілі. У «Пежо» і «Сітроена» більше, звичайно, подібності ... Найбільш характерні відмінності стосуються оформлення передньої частини автомобілів. І вже тут ніхто не засумнівається в їх приналежності до свого роду.
Дизайнери не орієнтувалися на національні ринки. Ми розробляли стилістику автомобіля, виходячи з традиції марки і заданих розмірів машини. Ринки, куди будуть поставляти машини, визначають маркетологи. 
 — З інтерв'ю з Донато Коко, журнал «За рулем», № 4, 2005 р.
Сукупні витрати трьох компаній на реалізацію проєкту B0 склали близько 1,5 млрд євро.
| Зірок за Euro NCAP з Краш-тесту |

## Двигуни
- 1.0 л 1KR-FE I3 69 к.с.
- 1.0 L D4D I4 59 k.c.
- 1.4 л DV4 HDi I4 (diesel) 54 к.с.

## Продажі
Згідно з матеріалами офіційного сайту PSA, в дебютному для цієї моделі 2005 році було розпродано 34,6 тис. шт., в 2006-101,7 тис., 104,4 тис. шт. в 2007, 106 500 в 2008 році, і в 2009 - ще 118,6 тис. автомобілів.
До листопада 2010 року кількість випущених Peugeot 107 досягло півмільйона, при цьому 27% від загального обсягу продажів довелося на Францію, 19% автомобілів були реалізовані в Італії, 15% - у Великій Британії, 10% - в Німеччині і ще 7% вирушили до Нідерландів. До кінця 2011 р. з конвеєра зійшло 665 тис. Peugeot 107 обох поколінь.
| рік  | Європа  |
| ---- | ------- |
| 2005 | 19,610  |
| 2006 | 91,025  |
| 2007 | 97,225  |
| 2008 | 98,236  |
| 2009 | 117,920 |
| 2010 | 106,408 |
| 2011 | 85,858  |
| 2012 | 69,238  |
| 2013 | 55,244  |
| 2014 | 24,356  |
| 2015 | 88      |
| 2016 | 5       |
| 2017 | 1       |
| 2018 | 2       |

## Зноски
1. ↑  Как мы тестировали Peugeot 107. automoto.ua. Архів оригіналу за 13 серпня 2016. Процитовано 3 серпня 2016.
2. ↑  Ergebnisse des baugleichen Citroën C1 beim Euro NCAP-Crashtest 2005. Архів оригіналу за 26 грудня 2012. Процитовано 24 липня 2009.
3. ↑  Peugeot 107 European sales figures. carsalesbase.com (амер.). 30 січня 2014. Архів оригіналу за 26 грудня 2021. Процитовано 14 грудня 2020.